# Mănăstirea Sénanque

Cultura de levănțică din dreptul mănăstirii, un motiv îndrăgit pentru calendarele de perete din Franța

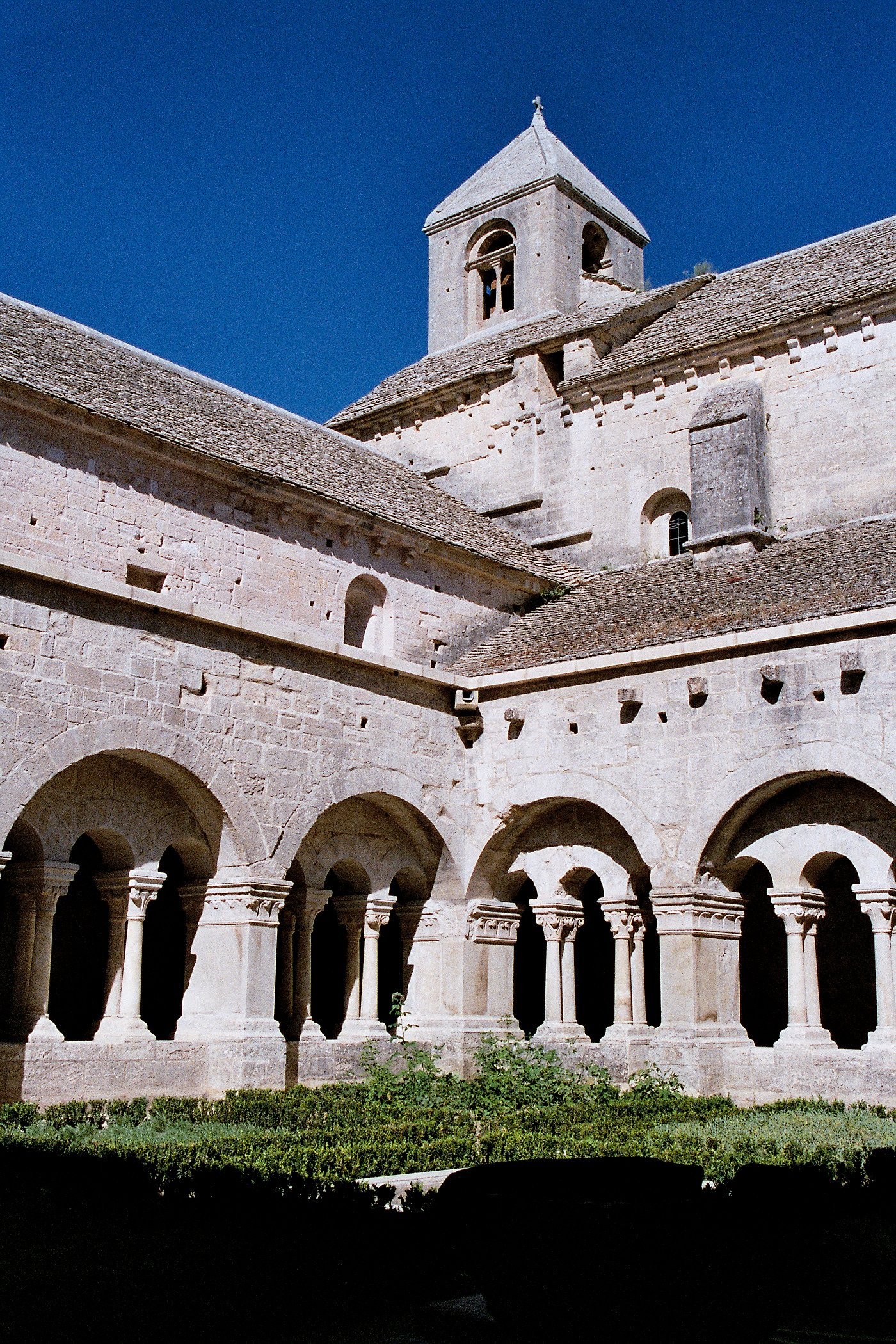
Claustrul și clopotnița romanică

Mănăstirea Sénanque este o mănăstire cisterciană, situată lângă localitatea Gordes din sud-estul Franței, întemeiată în anul 1148. În catalogul Janauschek are numărul de ordine 284.

## Istoric
În anul 1544 a fost incendiată de hughenoți, în contextul războaielor religioase din Franța.
Mănăstirea s-a refăcut după acest episod.
În 1791 mănăstirea a fost secularizată și vândută.
În 1854 călugărul Marie-Bernard Barnouin⁠(fr)[traduceți] a redobândit imobilele și a reînnodat tradiția monahală.
Din 1969 până în 1988 nu a existat o obște călugărească, după care mai mulți călugări de la Abația Lérins au revigorat conventul Sénanque. În 2024 viețuiau aici cinci călugări.